# Material Dourado

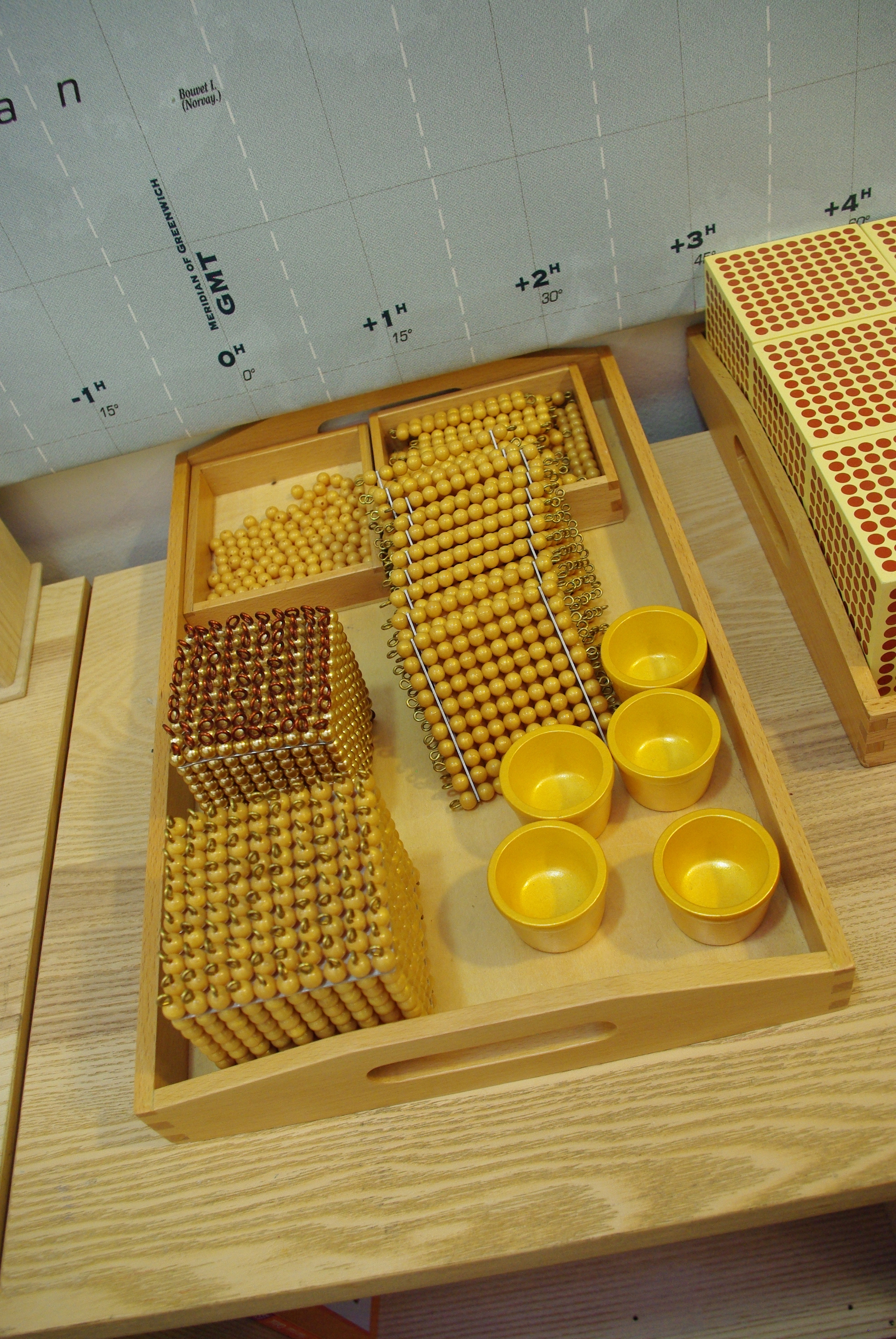

Material Dourado é um dos materiais idealizados pela médica e educadora Maria Montessori para trabalhos com a matemática. Apesar disto, o desenvolvimento do material seguiu os princípios montessorianos sobre a educação sensorial.